# Budstikken (ugeavis)
 For alternative betydninger, se Budstikken. (Se også artikler, som begynder med Budstikken)
Lokal-Bladet Budstikken A/S var en dansk familieejet virksomhed hjemmehørende i Vojens. Virksomheden udgav husstandomdelte ugeaviser. Budstikken blev grundlagt i 1935 og udkom kun i Vojens indtil 1998, hvor Budstikken begyndte sin ekspansion med udgivelse af Budstikken i Sønderborg. Siden kom flere udgivelsesområder til, så Budstikken udkom i følgende byer:
- Sønderborg
- Aabenraa
- Haderslev
- Midtlandet
- Kolding
- Fredericia
- Vejle
- Vejen
- Esbjerg
- Varde
- Tønder
- Ribe